# Benjamin Block
Pour les articles homonymes, voir Block.
Benjamin von Block (1631-1690) est un peintre allemand, connu pour ses portraits.

## Biographie
Benjamin von Block est né en 1631 à Lübeck où il est baptisé le 4 octobre. Il grandit dans un milieu artistique. Son père Daniel Blok était un peintre baroque, ses deux frères étaient aussi peintres. En 1653 son passage est enregistré à Helle en Belgique, probablement en route pour l'Italie. En 1655, il rencontre Ferenc Nádasdy II qui l'invite en Hongrie, où il séjourne entre 1656 et 1659 et où il réalise des portraits. En 1659 il séjourne à Rome. Il se marie avec Anna Katharina Block (en), spécialiste de peinture florale, en 1664.

## Galerie

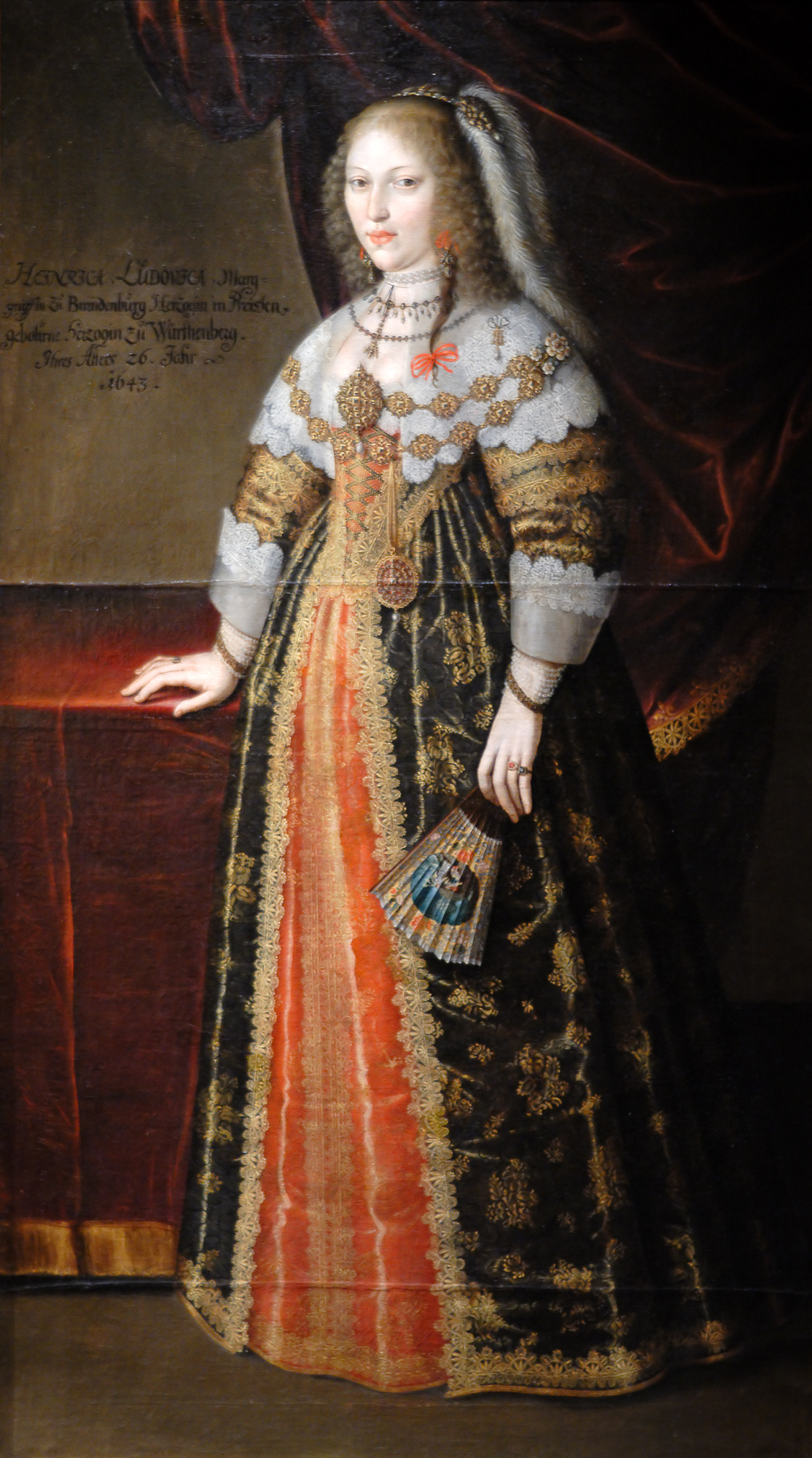
Henriette-Louise de Wurtemberg
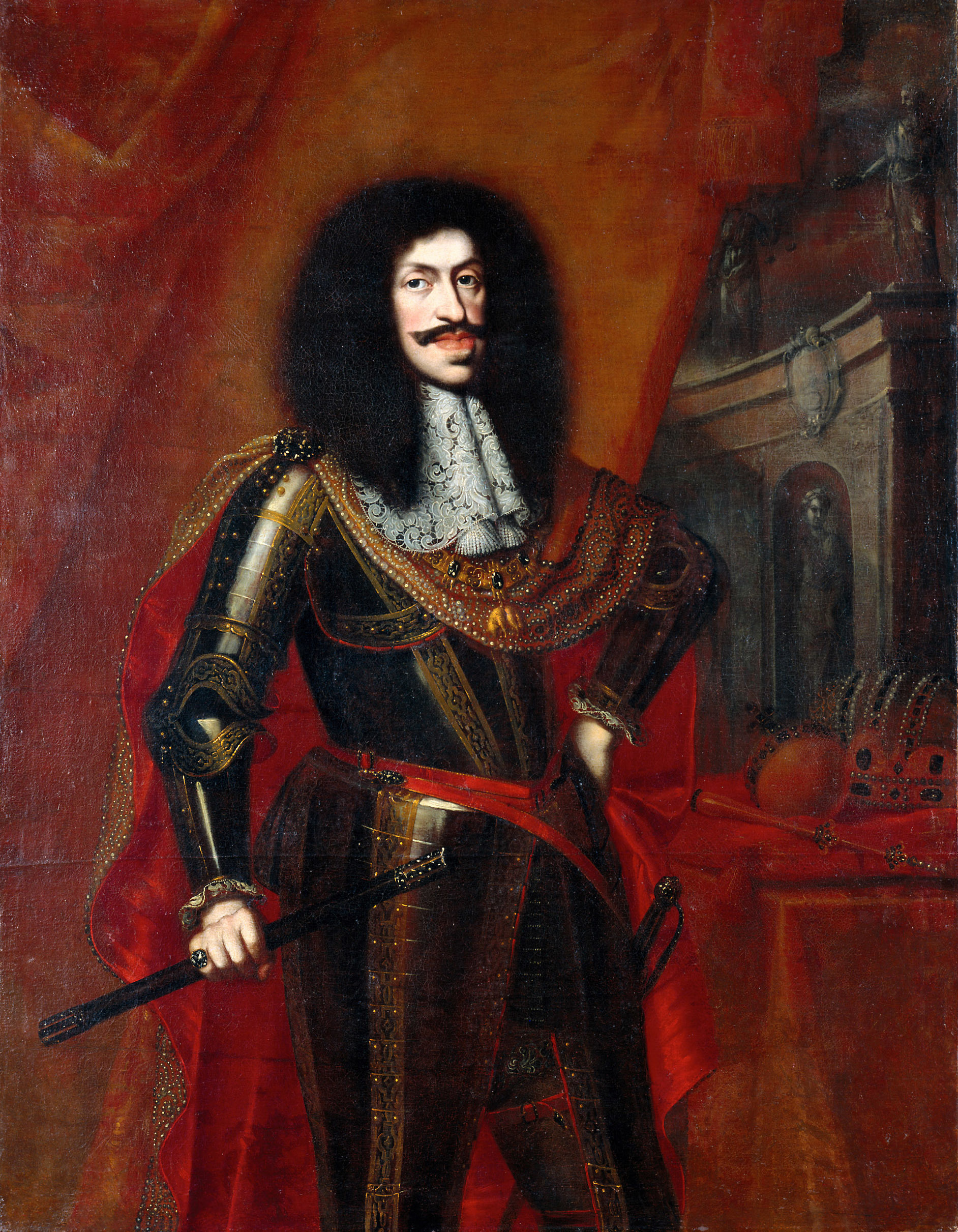
L'empereur Léopold Ier (1640-1705)
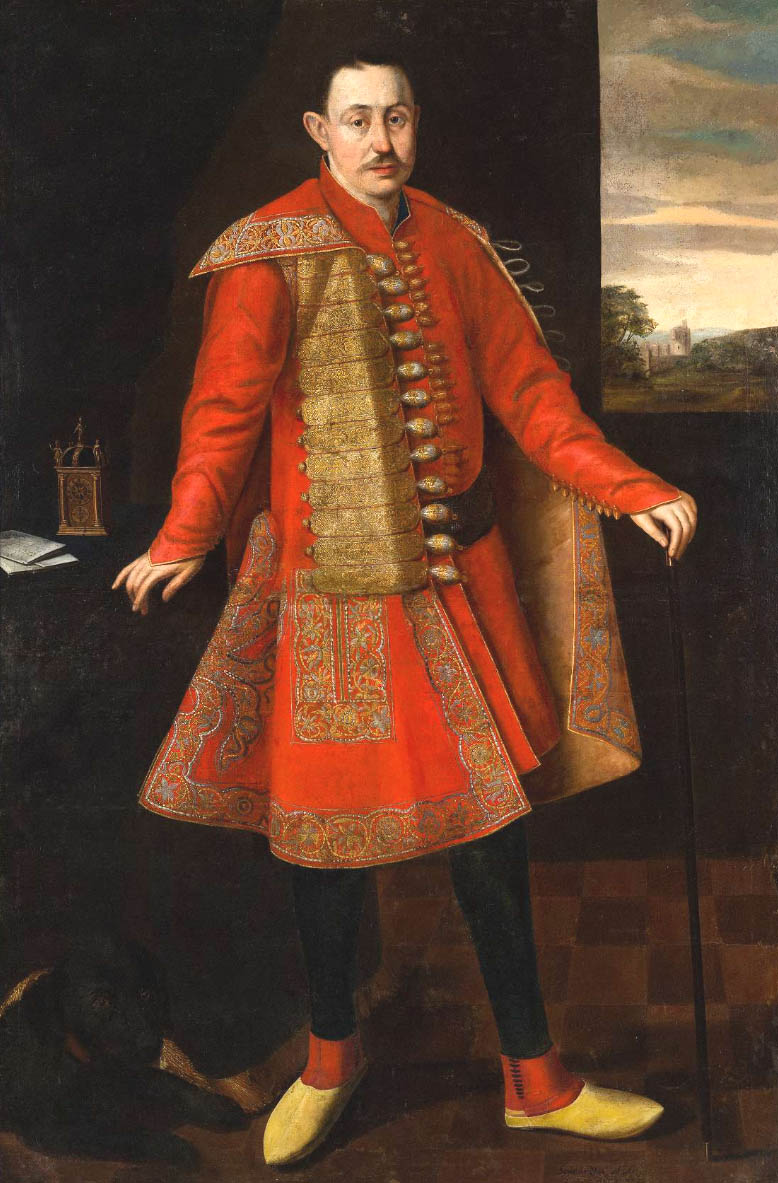
Ferenc II Nádasdy (1656)
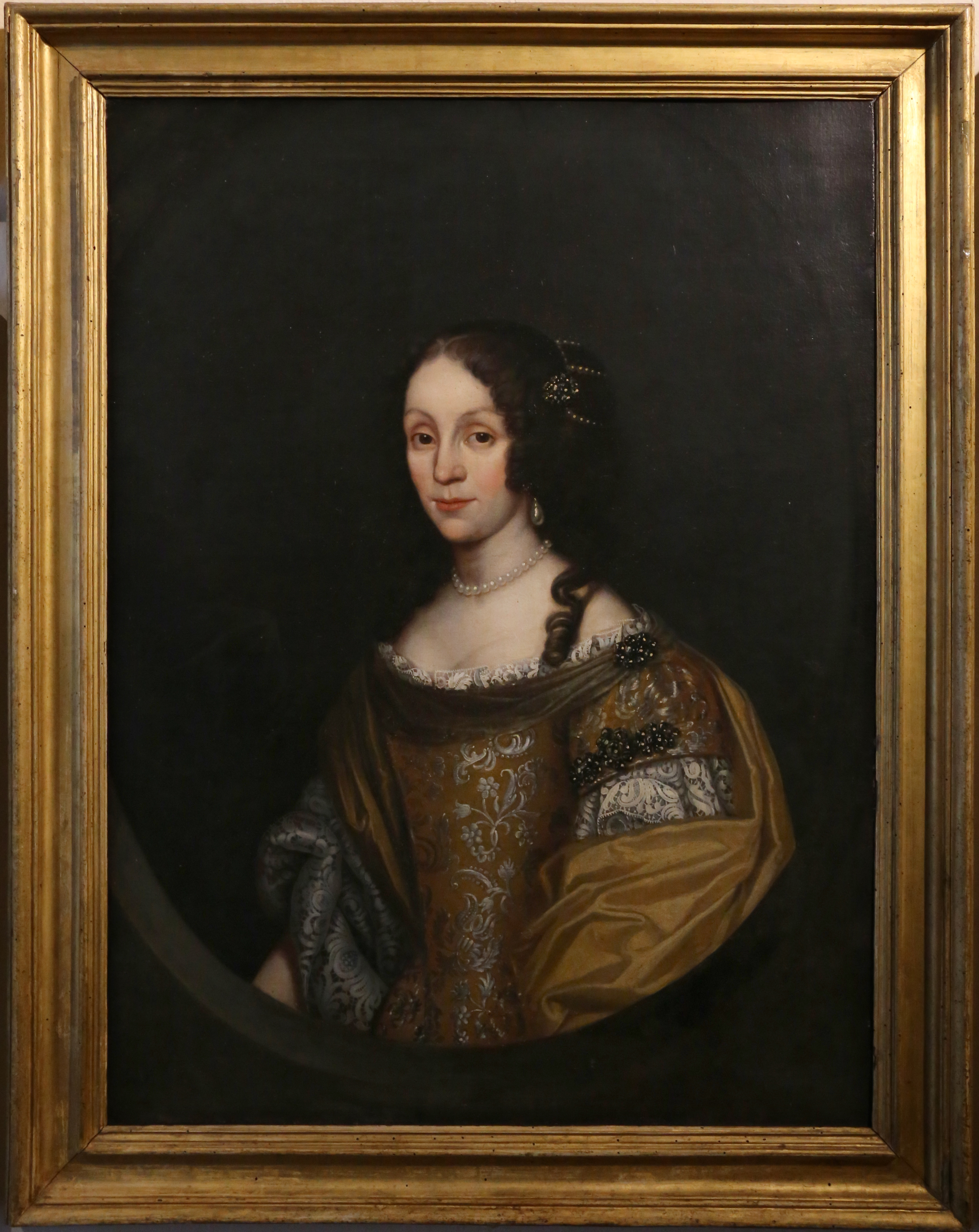
Portrait de la baronne Marie-Madeleine